# Garula Kang
Der Garula Kang ist ein Berg im Himalaya an der Grenze zwischen Bhutan und dem autonomen Gebiet Tibet. 
Der Garula Kang ist mit 6441 m die höchste Erhebung der Garula-Kang-Gruppe im Nordosten von Bhutan. Im Süden liegt der Distrikt Trashiyangtse in Bhutan, im Norden die Gemeinde Kêqu im Kreis Cona im Regierungsbezirk Shannan der Volksrepublik China.
Das Gebirgsmassiv ist vergletschert. Die Bergurwälder in der Region reichen bis auf eine Höhe von etwa 4100 m. Die Nordwest- und Nordostflanken des Berges werden über den Rong Chhu nach Osten zum Nyashang Chu entwässert. Die Südwestflanke reicht bis auf eine Höhe von 4150 m hinab. Dort befindet sich das Quellgebiet des Khoma Chhu, ein linker Nebenfluss des Kuri Chhu. Die nächstgelegenen höheren Berge sind der Kazi Razi (6505 m) etwa 44 km ostnordöstlich sowie der Tarlha Ri (6777 m) 51 km nordnordwestlich.